# 毛内茂粛
毛内 茂粛（もうない しげとし）は、江戸時代中期の弘前藩士。

## 生涯
宝暦8年（1758年）、父・毛内義巧が閉門となり、家督300石を継ぎ、手廻組。明和5年（1768年）に目付、明和6年（1769年）に諸手足軽頭となる。安永8年（1779年）に持筒足軽頭となり、天明2年（1782年）にお役御免となった。長男・茂幹に家督を譲り隠居した。
天明4年（1784年）、天明の大飢饉が発生すると、隠居の身ながら藩士の土着政策を発案し、10月11日に藩主・津軽信明に直談判した。深夜まで及ぶ談判は大きく感銘を与え、寛政4年（1792年）8月土着政策は実行された。その後、増館組水木村に土着した。屋敷は「拳長亭」「拳長館」と呼ばれた。積極的に農作業に励み、没するまで晴耕雨読の生活を続けた。菅江真澄などとも親交があった。